# Політичне православ'я
Політичне православ'я — це феномен російського православ'я поширений серед вірних та священиків Московського Патріархату, а особливо в Росії, Україні та Білорусі. Його суть полягає в тому, що для досягнення певних цілей Православної Церкви православні люди мають право використовувати у своїй діяльності політичні інструменти та методи. Не всі дослідники ісихазму погоджуються, що він може включати в себе певну політичну програму. На думку російського дослідника Сергія Хоружого, саме поняття «політичний ісихазм» є неприпустиме, бо політизація ісихазму, як духовної практики, веде за собою втрату ісихазмом своєї природи і тому в підсумку «політичний ісихазм» перестає бути духовним рухом, а стає просто політичним. Він вважає, що у Візантії відбувалась поступова «ісихізація» політики, а не «політизація» ісихазму.

## Етимологія
Термін «політичне православ'я» тісно пов'язаний із виразом «політичний ісихазм», який був введений у вжиток в 60-х роках XX століття Геліаном Михайловичем Прохоровим. Сучасний дослідник політичного аспекту ісихазму Володимир Петрунін каже: «Молитовна практика ісихазму являє собою не тільки сотеріологічну перспективу, а й має важливий соціально-політичний вплив. Пізньовізантійський період являє собою приклад цього впливу, коли Ісусова молитва фактично стала „політичною молитвою“, орієнтованою на перетворення православної ойкумени». Єзуїт отець Тома Шпідлік говорить, що політичний аспект ісихазму в Російській імперії полягав у допомозі Церкви цареві приводити суспільство в гармонію з християнською вірою. Поняття політичного ісихазму відноситься до політичних стосунків Церкви із суспільством і державою.
У XIV столітті у Візантійській імперії послідовники ісихазму отримали вплив майже на всі сторони життя суспільства, і на політичну діяльність. Окрім прагнення до перетворення життя суспільства відповідно до вчення Православної Церкви, політичний ісихазм характеризується яскравими антизахідними, антилатинськими настроями, оскільки в момент найбільшого розквіту ісихастського руху в Візантії частина керівної верхівки імперії активно шукала шляхів порозуміння із латинським Заходом з метою отримання підтримки проти турецького завоювання Візантії. Рух ісихастів стояв в опозиції, до любих спроб порозуміння з Римо-Католицькою Церквою і загалом — Заходом.
Потім Московське князівство, а пізніше Російська імперія перейняла візантійський ісихазм включно з яскравим антикатолицьким  забарвленням. Так один із сучасних ідеологів політичного православ'я Аркадій Малер характеризує явище політичного ісихазму: «Разом з цим я вважаю, що богословський потенціал паламізму  (ісихазм  отримав імпульс до розвитку через Григорія Паламу) тільки починає розкриватись. Паламізм — це власне та остання границя, яка відділяє православ'я від католицизму, і його онтологічне значення ще не усвідомлене».
Крім антизахідного настрою, політичний ісихазм характеризується імперіалістичним інтегралізмом, який був притаманний як візантійцям, так і згодом росіянам.
«Політичне православ'я» включає в себе майже всі основні принципи політичного ісихазму. Один із сучасних ідеологів цього руху Єгор Холмогоров зазначає, що «Під політичним православ'ям чи православною політикою ми розуміємо використання специфічних політичних засобів, які є посильне людині, для реалізації специфічних політичних цілей, які заповідані Богом через Святе Передання Православної Церкви». За його словами, окремі цілі Православної Церкви потребують певного суспільного ладу, якого можна досягнути тільки через використання політичних інструментів. Таким чином, розвиток Православної Церкви та досягнення нею всіх цілей може бути досягнуто тільки через впровадження в життя певних політичних ідей. Політичне православ'я характеризується протиставлення «православної цивілізації» іншим цивілізаціям, та необхідністю відокремлення православного суспільства від інших цивілізацій. Серед цілей політичного православ‘я Холмогоров виділяє три:
1. Посилення впливу Православної Церкви на життя усього суспільства і політику, що передбачає перетворення православ'я на загальнонаціональний політичний консенсус. Православ'я, на думку ідеологів політичного православ'я, покликане стати базовою ідентичністю;
2. Закріплення православної політики, як державної політики Росії;
3. Ідеї «Третього Рима» в Москві, як особливої духовної реальності, яка протистоїть антихристу. Російське православ'я і держава має геополітичне завдання в Божому плані спасіння. Звідси випливає необхідність «православної місіонерської експансії». Яскравим прикладом такої полічтино-церковної експансії є слова одного з ідеологів руху Кирила Фролова: «У XXI столітті православ'я поширюється по нитках Газпрому».

Відповідно до цих імперативів Росія, в уявленнях політичних православних, є певною особливою реальністю і матеріальною і духовною: Святою Руссю, що дає право Холмогорову сказати що: «Ідея Святої Русі передбачає, що руських святих в Царстві Небесному буде стільки, що вони будуть не тільки окремими людьми, але саме Руссю». А розбудова цієї Святої Русі тут на землі передбачає створення цілісної інфраструктури спасіння. Ця православна держава, за словами Єгора Холмогорова, є Катехоном, особливою політичною системою, яка здійснює стримування за допомогою правових та військових засобів «таємниці беззаконня» («катехон» на противагу «аномії» (беззаконню) не дозволяє силам зла запанувати над світом), а саме альтернативного політичного устрою, який кінцевою метою має воцаріння антихриста. Таким чином, православна російська  держава протиставляється іншим політичним системам (головно західному світу) як таким, що породжені владою темряви. Свою місію Катехона Росія отримала у спадок від Візантії, а Московський Патріархат став Вселенським з того часу. Попри ці всі специфічні ознаки політичного православ'я і Єгор Холмогоров і Аркадій Малер стверджують, що політичне православ'я — це всього-на-всього просто Православ'я і нічого більше. За їхніми словами, все, про що говорять «політичні православні», закладене в саму природу Православної Церкви та її вчення.
Ідея месіанізму Росії, Святої Русі в розумінні ідеологів руху передбачає також політичну та церковну єдність народів Росії, України і Білорусі. Тому під шквал критики активістів політичного православ'я найчастіше потрапляють ті, хто не розділяє з ними ідеології триєдиної Русі та виступає хоча б за мінімальну автономію в рамках Російської Церкви. На думку політичних православних, державна незалежність України і Білорусі є негативним явищем в житті та діяльності Православної Церкви та для місії Святої Русі в світі.

## Політичне православ'я в Україні
Діяльність людей, що підтримують політичне православ‘я в Україні, виливається в протестні акції проти кліриків УПЦ МП, які, на думку політичних православних, намагаються відділити УПЦ (МП) від Московського Патріархату. Критика керівництва УПЦ (МП) призвела до того, що на Архиєрейському Соборі 21 грудня 2007 року «політичне православ'я» було засуджене.
За словами Митрополита Володимира (Сабодана): "Так зване "політичне православ'я «, з точки зору якого часто виступають деякі навколоцерковні діячі, є вкрай небезпечним явищем, яке відводить людей від православ'я, яким воно було передано нам Отцями Церкви. Воно розпалює політичні пристрасті, провокує непослух єрархії, вносить ворожнечу в Церкву». Разом із засудженням самого явища «політичного православ'я» було засуджено діяльність «Союзу православних громадян України» та його очільника Валерія Каурова. У 2011 році за «політичне православ'я» було відлучено від Церкви голову «Союзу Православних братств України» Валентина Лукіяника: «Синод зазначив, що Лукіяник В. Б., його послідовники та однодумці вносять у церковну огорожу гасла політичного змісту, ставлять себе в опозицію до священноначалія та проводять діяльність, яка компрометує Церкву і шкодить її авторитету в суспільстві, має відкрите сектантське забарвлення та характер так званого „політичного православ'я“, засудженого Архієрейським Собором УПЦ 21 грудня 2007 р.»
У своїй ювілейній доповіді з нагоди 20-ліття Харківського Собору Предстоятель УПЦ (МП) Митрополит Володимир (Сабодан) ще раз пригадав про засудження явища «політичного православ'я» в УПЦ МП: «Деякі суспільні організації, що позиціонували себе як православні, фактично пропагували політичні ідеї. Тому 11 листопада 2008 року Священний Синод Української Православної Церкви, розглянувши це питання, засудив політичне спрямування діяльності деяких братств України та інших громадських організацій і відкликав благословення на їх діяльність (Журнал № 93). І сьогодні наша Церква принципово засуджує так зване „політичне православ'я“ і закликає єпископів та священників не використовувати церковний амвон для пропаганди будь-яких політичних ідей».
27 жовтня 2015 року Священний Синод під головуванням Предстоятеля УПЦ (МП) Митрополита Онуфрія (Березовського) розглянув покаянний лист В. Лукіяника на ім'я Предстоятеля УПЦ та ухвалив: «Враховуючи щире публічне покаяння Лукіяника Валентина Борисовича, повернути його у спілкування з Українською Православною Церквою» Проте В. Лукіяник продовжував свою діяльність, як і раніше, не змінивши свою публічну поведінку. 28 січня 2021 року Митрополит Онуфрій направив керуючим вікаріатств, намісникам і настоятелям монастирів і храмів Київської єпархії лист, у якому нещодавно проведені в Києві акції В. Лукіяника та «Всеукраїнського православного братства святого Архистратига Божого Михаїла», що їх «організатори намагалися видати … як заходи Української Православної Церкви», охарактеризовано як такі, що «носили політичний і провокативний характер і не мають благословення. …В. Лук'яник і Всеукраїнське православне братство не мають нічого спільного з Українською Православною Церквою і не мають Нашого благословення на свою діяльність. Із сумом констатуємо, що поведінка Лук'яника Валентина свідчить про те, що він є провокатором і шахраєм, який вводить в оману наших віруючих людей», — зазначив владика.
Попри те, що «політичне православ'я» було засуджене на найвищому рівні Московським Патріархатом, цей рух залишається популярним у певних колах УПЦ (МП) та підтримується деякими ієрархами й духовенством. У Росії ідея не була засуджена, проте й не дістала офіційної схвальної оцінки з боку РПЦ, а багато елементів «політичного православ‘я» присутні в доктрині «Русского мира» Патріарха Московського Кирила, яку він активно пропагує.

### Активні пропагандисти ідей політичного православ'я
- «Союз православних братств в Україні» (лідер Валентин Лукіяник)
- «Союз православних громадян України» (лідер Валерій Кауров)
- ГО «Единое отечество»
- «Православний вибір» (лідер Юрій Єгоров)
- «Російська співдружність» (Олександр Прокопенко)
- «Народний Собор» (Ігор Друзь)
- «За Русь Святу і віру православну»
- Православне братство в ім'я Царя-мученика Миколи ІІ
- Православне братство в ім'я святого преподобного Лаврентія Чернігівського
- козацькі організації проросійського імперського спрямування.
- Союз православних журналістів.